# Laleu (Somme)
Laleu település Franciaországban, Somme megyében. Lakosainak száma 100 fő (2022. január 1.). Laleu Airaines, Métigny és Tailly községekkel határos.

## Népesség
A település népességének változása:
| Lakosok száma | 98   | 100  | 121  | 117  | 112  | 108  | 104  | 102  | 100  |
|               | 2013 | 2015 | 2016 | 2017 | 2018 | 2019 | 2020 | 2021 | 2022 |